# جاومي بوش
جاومي بوش هو سياسي إسباني، ولد في 1 يونيو 1953 في برشلونة في إسبانيا. نشط حزبياً في مبادرة كتالونيا الخضراء. وقد انتخب Board of the Parliament of Catalonia ‏ (24 نوفمبر 2003 – 4 أغسطس 2015) وانتخب عضو مجلس الشيوخ الإسباني ‏ (29 ديسمبر 2003 – 20 ديسمبر 2006) وانتخب عضو البرلمان الكاتالوني ‏.